# Lucas Fernandes
Lucas Fernandes (nacido el 24 de abril de 1994) es un futbolista brasileño que juega como centrocampista en el Cerezo Osaka de la J1 League.

## Trayectoria

### Clubes
| Club                                | País   | Año       |
| ----------------------------------- | ------ | --------- |
| CRB                                 | Brasil | 2013      |
| Fluminense F. C.                    | Brasil | 2014-2019 |
| Bonsucesso F. C. (cedido)           | Brasil | 2015      |
| Luverdense E. C. (cedido)           | Brasil | 2015      |
| Avaí F. C. (cedido)                 | Brasil | 2016      |
| Atlético Paranaense (cedido)        | Brasil | 2016      |
| Atlético Paranaense (cedido)        | Brasil | 2017      |
| Paraná Clube (cedido)               | Brasil | 2018      |
| E. C. Vitória (cedido)              | Brasil | 2018      |
| Hokkaido Consadole Sapporo (cedido) | Japón  | 2019      |
| Hokkaido Consadole Sapporo          | Japón  | 2020-2023 |
| Cerezo Osaka                        | Japón  | 2024-     |